# Nils Jareborg
Nils Börje Jareborg, född 20 mars 1938 i Jämjö, död 20 juni 2025 i Gottsunda distrikt i Uppsala, var en svensk rättslärd och professor i straffrätt vid Uppsala universitet. Han berörde utöver ett flertal vetenskapliga monografier inom straffrättens område i sin vetenskapliga gärning även filosofiska frågor. Han hade ett stort inflytande över straffrättens utveckling i Sverige under 1900-talets senare hälft. Han efterträdde Alvar Nelson på professuren.
Jareborg var från 1980 gift med professor Maarit Jänterä-Jareborg.